# Oroya
Oroya és un gènere de cactus que pertany a la família de les cactàcies, nadius del Perú. Són plantes de cos solitari i forma globosa amb flors grogues o matisades de rosa i vermell. Comprèn 9 espècies descrites i d'aquestes, solament 3 acceptades.

## Descripció
És un petit gènere de plantes que es troba a les muntanyes dels Andes en el Perú. Les espècies compten amb moltes costelles que es rematen amb espines pectiniformes generalment denses en forma de barril. Les espines generalment són brillants de color marró groguenc o vermellós que crea una aparença cridanera inesperada. Les tiges són solitàries i no són molt grans, fan 32 cm d'alt i 22 cm de diàmetre. Les flors neixen en la part superior, sovint en un anell i apunten cap amunt. Són de color groc brillant o de color rosa brillant / vermell. Les flors són relativament petites. Els fruits són petits, arrodonides i carnoses.

## Taxonomia
El gènere va ser descrit per Britton i Rose i publicat a The Cactaceae; descriptions and illustrations of plants of the cactus family 3: 102. 1922. L'espècie tipus és: Oroya peruviana (K. Schum.) Britton & Rose 
Etimologia
Oroya: nom genèric que es refereix a la ciutat de la Oroya, a Perú, que està a prop del lloc on es van descobrir les primeres plantes.

## Espècies acceptades
A continuació s'ofereix un llistat de les espècies del gènere Oroya acceptades fins a l'abril de 2015, ordenades alfabèticament. Per a cadascuna s'indica el nom binomial seguit de l'autor, abreujat segons les convencions i usos.	
- Oroya baumannii Knize
- Oroya borchersii (Boed.) Backeb.
- Oroya peruviana (K. Schum.) Britton & Rose